# Masetto da Lamporecchio
Masetto da Lamporecchio è un personaggio del Decameron di Giovanni Boccaccio, protagonista della prima novella della terza giornata del Decameron, narrata da Filostrato
Il Terzo giorno corrisponde alla domenica (dopo la pausa del venerdì e del sabato).
La regina di questa giornata è Neifile, e il tema da lei scelto è “chi ottiene una cosa desiderata da tanto tempo” .

## Masetto e gli altri personaggi della novella
- Masetto (protagonista): un astuto contadino che si finge sordomuto per poter entrare in un convento di monache

- Nuto: contadino del monastero

- 8 monache: abitavano dentro al monastero ed erano tutte giovani.

- La badessa: ella è a capo di tutte le monache e gestisce il monastero

## Trama
La novella racconta la vicenda di un contadino assai astuto, Masetto, che un giorno incontra Nuto, un altro contadino originario di Lamporecchio. Nuto lavora  in un monastero come bracciante e gestisce l’orto, ma ha deciso di licenziarsi per la paga e perché secondo lui le monache “avevano il diavolo dentro”.
Masetto, dopo aver sentito questa notizia, ci pensa molto e infine  decide di prendere il posto di Nuto.
Si presenta al monastero fingendo di essere sordomuto e la badessa lo assume per farlo lavorare nell’orto. Le monache all’inizio lo prendono in giro approfittandosi del fatto che sia sordomuto ma successivamente iniziano ad avere pensieri maliziosi sul giovane contadino.
Due monache confessano di aver pensato al bel contadino e progettano di portarlo in una capanna di legno dove a turno provano ad avere un rapporto con lui perché da come avevano sentito dire era la “cosa più dolce del mondo” e appunto essendo egli sordomuto non avrebbe aperto bocca con nessuno.
Masetto sente tutto e aspetta impazientemente la sera, quando le monache passano a prenderlo e lo portano nel capanno. Il contadino si emoziona, essendo riuscito a ottenere ciò che voleva fin dall’inizio.
Pian piano la voce si sparge e le monache decidono di provare tutte questa nuova avventura.
Un giorno persino la badessa decide di prendere Masetto e portarlo nella sua stanza rinchiudendolo con lei  per svariati giorni.
Masetto, ormai sfinito di dover soddisfare tutte e nove le monache, decide di raccontare la verità alla badessa per chiederle se potesse andarsene.
Essa, scioccata dal fatto che Masetto è in grado di parlare, lo lascia andare ma prima gli cede il posto da amministratore (dato che il precedente era appena morto) per evitare che qualcuno venga a sapere l'accaduto. Poco tempo dopo diverse suore scoprono di essere rimaste incinte ma il tutto viene gestito con molta discrezione. Masetto continua a lavorare fino alla vecchiaia, diventando ricco e senza figli a cui badare, dopodiché si ritirerà vivendo una vita tranquilla e senza nessuna preoccupazione.